# Enebakk
Enebakk ist eine Kommune im norwegischen Fylke Akershus. Die Kommune hat 11.549 Einwohner (Stand: 1. Januar 2025). Verwaltungssitz ist die Ortschaft Kirkebygda. Die Kommune gehört zum Großraum Oslo.

## Geografie
Enebakk liegt im Großraum Oslo am Westufer des Sees Øyeren. Die Kommune liegt im Übergang zwischen den beiden Landschaften Follo und Romerike. Die Kommune Enebakk grenzt an Lørenskog und Rælingen im Norden, Lillestrøm im Osten, Indre Østfold im Osten und Süden, Nordre Follo im Westen sowie Oslo im Nordwesten. Die Grenze zu Lillestrøm verläuft vollständig im Øyeren, die Grenze zu Indre Østfold teilweise. Auf der Südgrenze von Enebakk liegt der kleinere See Lyseren. Die Gesamtfläche der Kommune beträgt 232,58 km², wobei Binnengewässer zusammen 37,12 km² ausmachen.
Der Norden und Westen der Kommune ist bewaldet. Dieser Bereich gehört zum Waldgebiet Østmarka. Die Erhebung Vardåsen stellt mit einer Höhe von 374,06 moh. den höchsten Punkt der Kommune Enebakk dar.

## Einwohner
Ab der zweiten Hälfte des 20. Jahrhunderts kam es in Enebakk dazu, dass die Einwohnerzahl vor allem in den Randgebieten zu steigen begann. Grund dafür ist die Nähe zu Städten wie Oslo, Ski und Lillestrøm. In der Gemeinde liegen mehrere sogenannte Tettsteder, also mehrere Ansiedlungen, die für statistische Zwecke als eine städtische Siedlung gewertet werden. Diese sind Flateby mit 3901, Ytre Enebakk mit 4675 und Kirkebygda mit 618 Einwohnern (Stand: 1. Januar 2024).
Die Einwohner der Gemeinde werden Enebakking genannt. Offizielle Schriftsprache ist Bokmål, die weiter verbreitete der beiden norwegischen Sprachformen.
| Jahr          | 1986 | 1990 | 1995 | 2000 | 2005 | 2010   | 2015   | 2020   | 2025   |
| ------------- | ---- | ---- | ---- | ---- | ---- | ------ | ------ | ------ | ------ |
| Einwohnerzahl | 7592 | 8060 | 8111 | 8680 | 9297 | 10.176 | 10.760 | 11.110 | 11.549 |

## Geschichte
Zum 1. Januar 1962 ging ein von 379 Personen bewohntes Gebiet von Enebakk an die Kommune Fet über. Nach einer landesweiten Regionalreform gehörte Drammen von 2020 bis 2023 zum Fylke Viken.
Die Enebakk kirke ist eine mittelalterliche Steinkirche aus dem 12. Jahrhundert. Sie befindet sich im Ort Kirkebygda. Aus dem Jahr 1761 ist die Holzkirche Mari kirke in Ytre Enebakk.

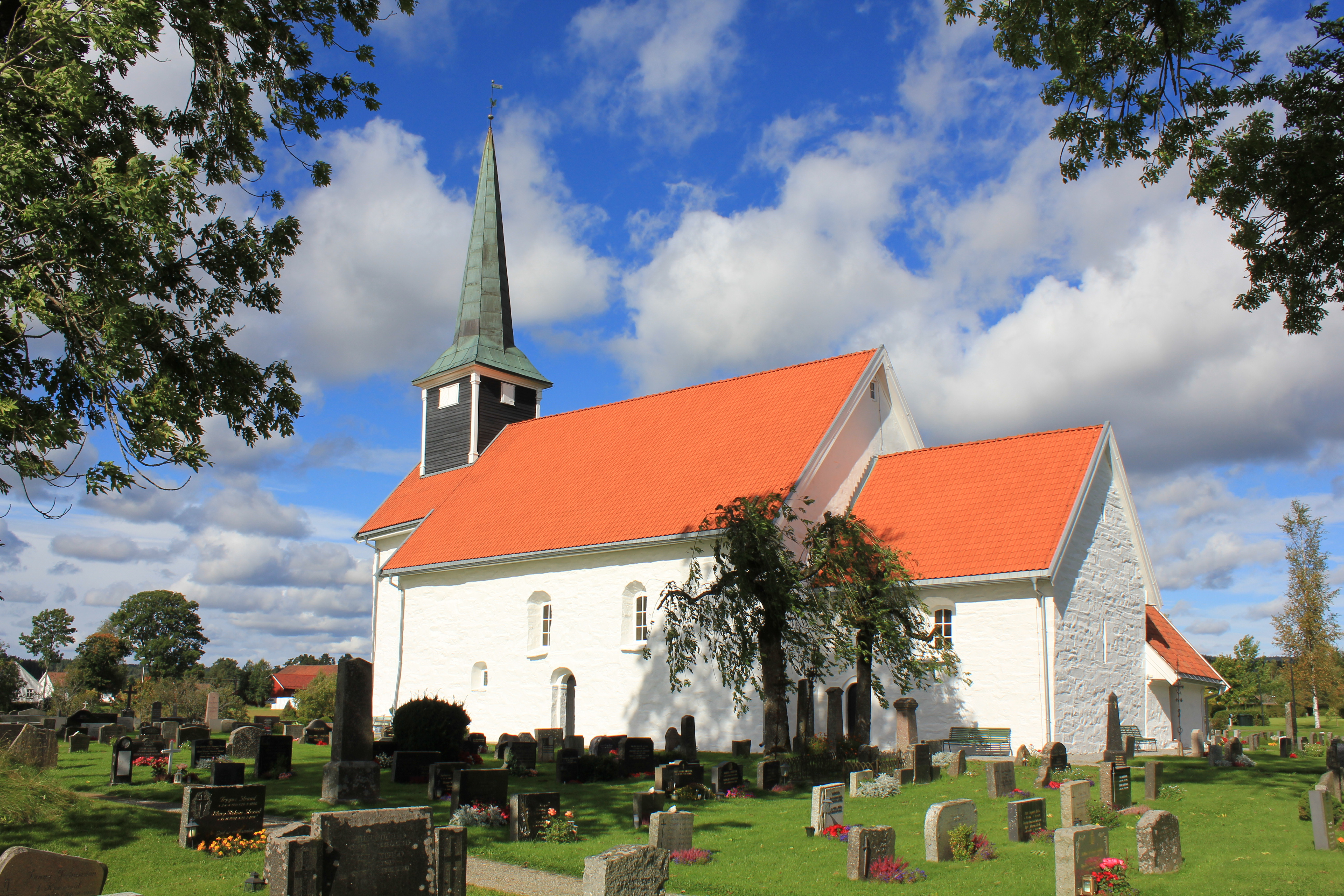
Die Enebakk kirke
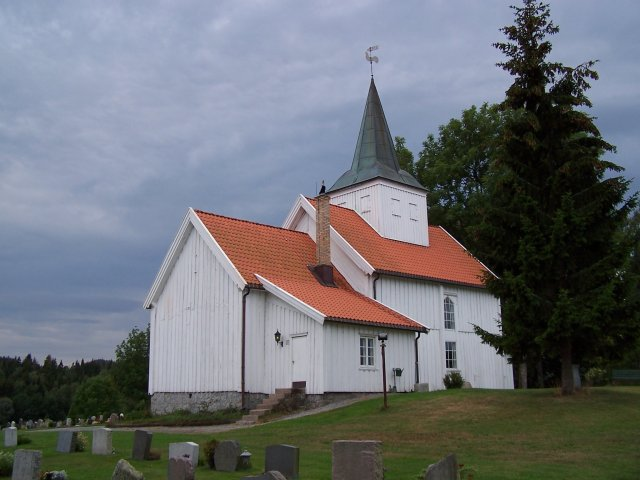
Die Mari kirke

## Wirtschaft und Infrastruktur

### Verkehr
Durch die Kommune führen keine größeren Straßen. Der Fylkesvei 120 führt von der Nachbarkommune Rælingen aus durch den Nordosten Enebakks. Im Süden nimmt sie einen Verlauf Richtung Westen zum Ort Ytre Enebakk auf. Von dort führt die Straße weiter in den Süden, wo der Fylkesvei 120 außerhalb der Kommune in die dort verlaufende Europastraße 18 (E18) mündet. Von Ytre Enebakk weg in den Nordwesten verläuft der Fylkesvei 155, in den Westen der Fylkesvei 154. Der Fylkesvei 154 stellt die Verbindung an die Stadt Ski her.

### Wirtschaft
Enebakk war lange Zeit eine Kommune, für die die Land- und Forstwirtschaft die wirtschaftliche Grundlage bildete. In der Landwirtschaft ist der Anbau von Getreide weit verbreitet und rund drei Viertel der landwirtschaftlich genutzten Fläche wird für Getreide verwendet. Auch die Milchproduktion ist eine für Enebakk typische Form der Landwirtschaft. Mit der Zeit gewann der Dienstleistungssektor eine größere Bedeutung für Enebakk. Dr Großteil der Einwohner von Enebakk arbeitet außerhalb der Kommune. Im Jahr 2021 arbeiteten von über 5600 Arbeitstätigen nur etwa 1700 in Enebakk selbst, rund 1900 pendelten in die Nachbarkommune Oslo. Jeweils über 100 Personen pendelten zudem in die Kommunen Nordre Follo, Lillestrøm, Lørenskog, Rælingen und Ås.

## Wappen
Das seit 1986 offiziell verwendete Wappen zeigt vier silberne Einbeeren auf einem grünen Hintergrund. Das Motiv stammt aus einer Malerei in der Kirche von Enebakk.

## Persönlichkeiten
- Ragnhild Jølsen (1875–1908), Schriftstellerin
- Thorleif Andresen (1945–2022), Radrennfahrer
- Martine Ek Hagen (* 1991), Skilangläuferin
- Heidi Weng (* 1991), Skilangläuferin